# Aubert de Chauny
Aubert Le Flamenc, seigneur de Cany (ou Chauny) fut le chambellan de Louis Ier d'Orléans. 

## Biographie
Il fut seigneur de Cany et de Varenne, conseiller du roi Charles VI et également chambellan du duc Charles Ier d'Orléans, fils de Louis Ier d'Orléans. Il épousa en 1389 Mariette d'Enghien (maîtresse de Louis Ier d'Orléans et mère de Jean de Dunois).

## Sources
- Charles VI le roi fou de Françoise Autrand;
- Etienne Pattou.